# Gueneibe
Gueneibe es una ciudad y comuna del círculo de Nara, región de Kulikoró, Malí. Su población era de 7.668 habitantes en 2009.